# 新列乌希诺农村居民点
新列乌希诺农村居民点（俄语：Новолеушинское сельское поселение）是俄罗斯联邦伊万诺沃州捷伊科沃区所属的一个农村居民点。其下辖有28个居民点，行政中心为新列乌希诺。据2016年统计，该农村居民点的人口为2162人。